# Hard Core (album)
Hard Core è l'album di esordio della rapper newyorkese Lil' Kim, prodotto da Undeas/Big Beat nel 1996. L'album arriva l'anno successivo al lavoro realizzato con i Junior M.A.F.I.A., Conspiracy, ed è stato notato per le liriche molto esplicite.
I singoli sono "Crush on you" "No time" "not  tonight", e anche la traccia "Big Mimma thang" fu segnata da critiche positive

## Tracce
1. Intro in A-Minor – 2:14
2. Big Momma Thang (feat. Jay-Z) – 4:17
3. No Time (feat. Puff Daddy) – 5:00
4. Spent a Little Doe – 5:35
5. Take It! – 0:46
6. Crush on You – 4:35
7. Drugs – 4:20
8. Scheamin' – 0:49
9. Queen Bitch (feat. Notorious B.I.G.) – 3:17
10. Dreams – 4:39
11. M.A.F.I.A. Land – 4:37
12. We Don't Need It – 4:10
13. Not Tonight – 4:31
14. Players Haters – 0:53
15. Fuck You – 2:53